# Rybíz červený

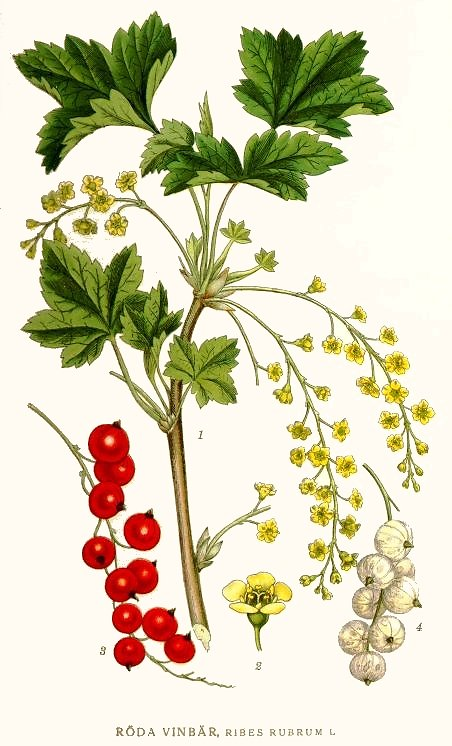
Botanický nákres květ, plod, list

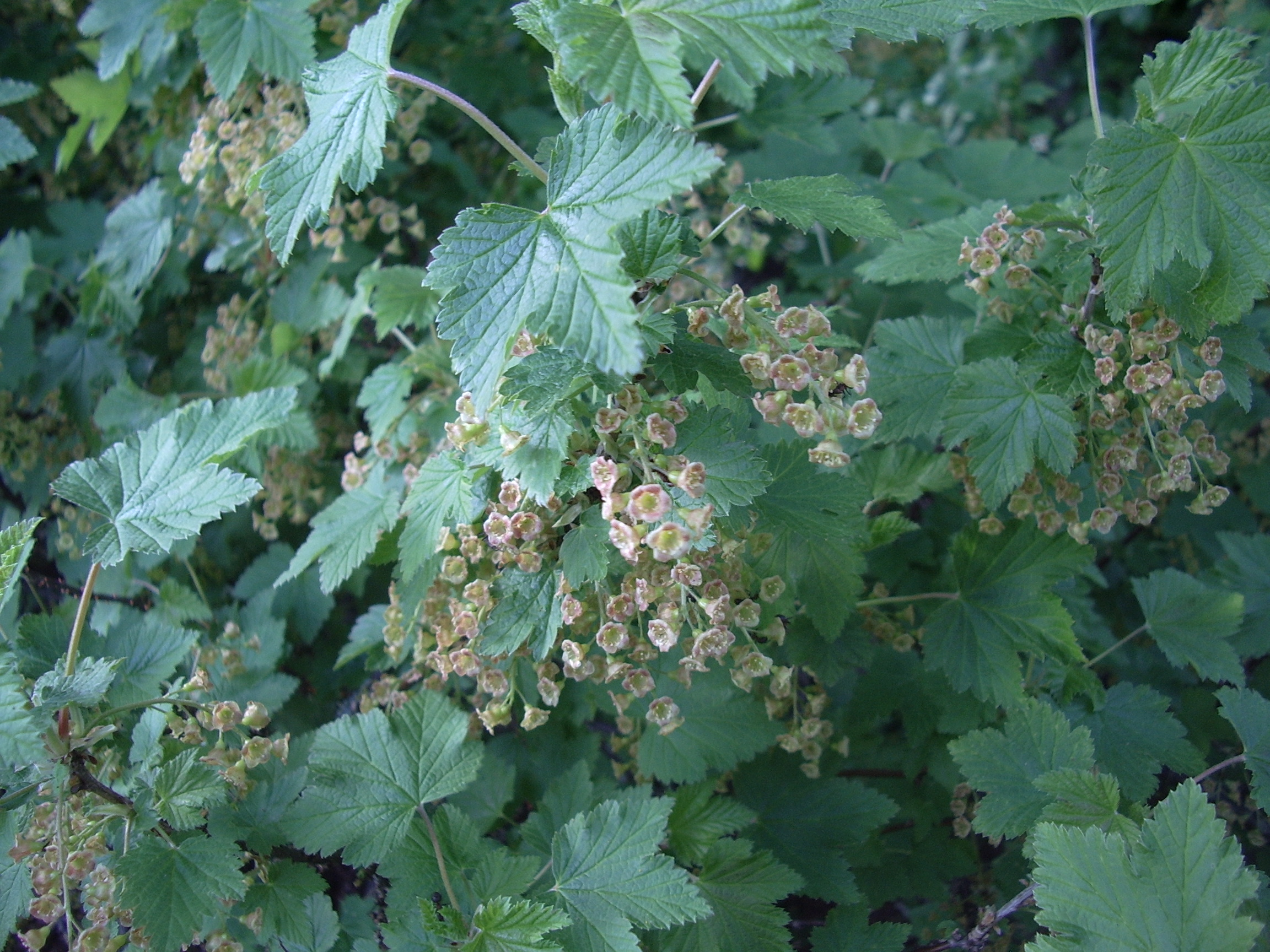
Kvetení

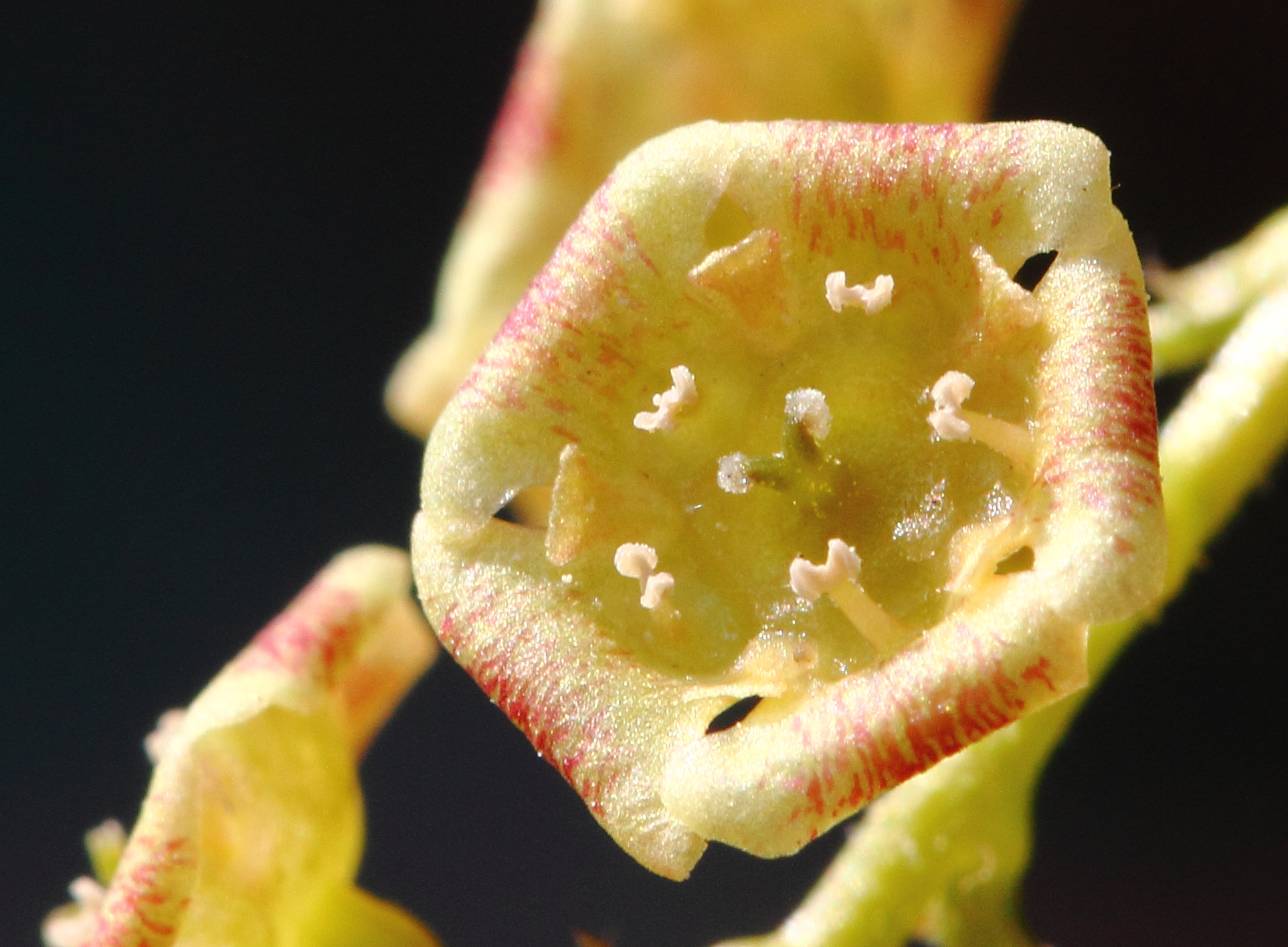
Květ rybízu červeného zblízka

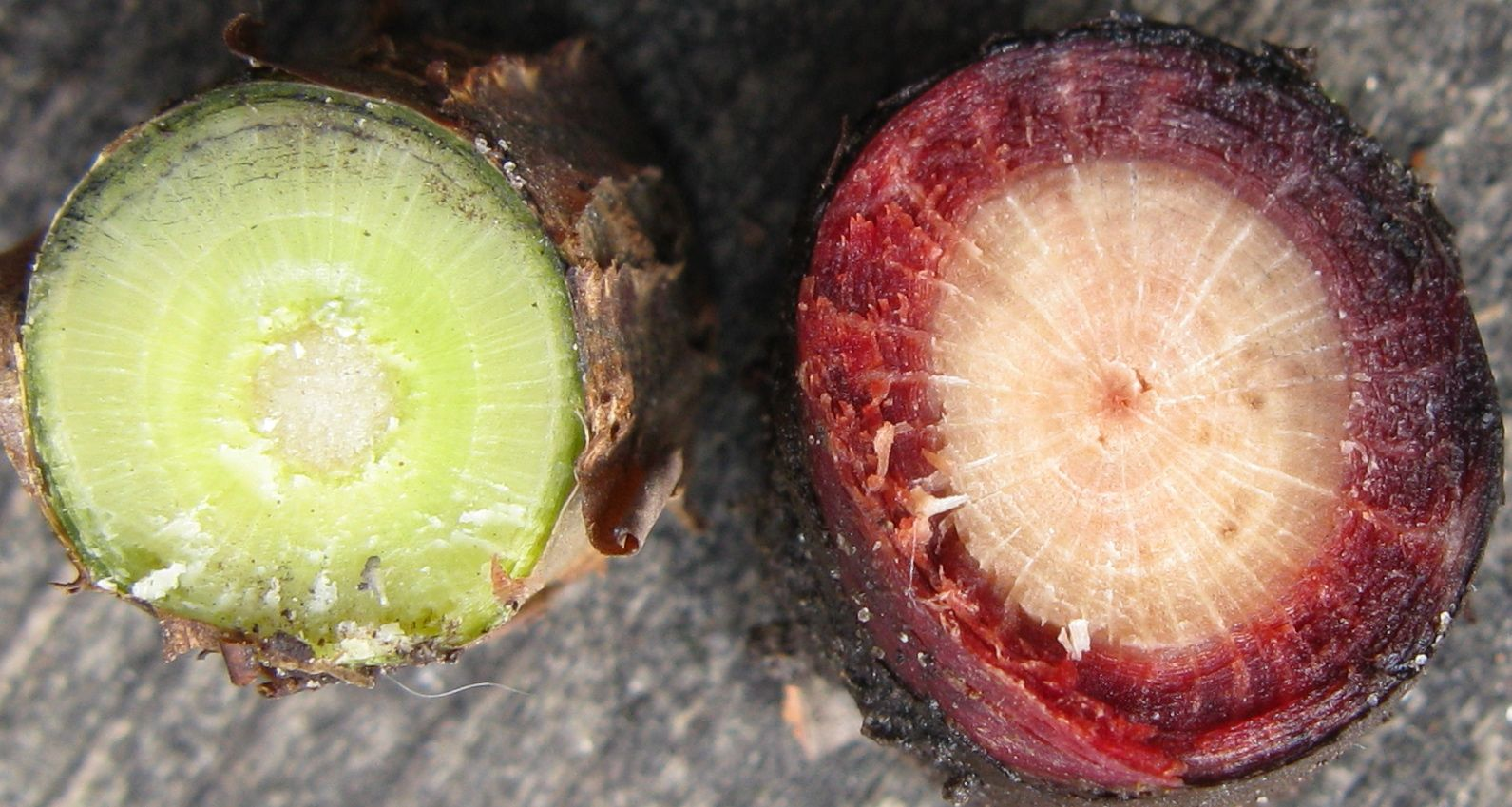
Příčný řez výhonem (vlevo) a kořenem (vpravo) rybízu červeného

Rybíz červený (Ribes rubrum) je keř, jehož plody jsou malé jedlé bobule červené nebo světle nažloutlé barvy s nakyslou chutí. Z botanického hlediska jde o skupinu blízce příbuzných druhů (agregát) z čeledi meruzalkovité. Bobule vyrůstají na větvičkách v plodenstvích, malých hroznech. Typickým znakem původního druhu jsou kořenující plazivé výhonky, které se u pěstovaných a zplaňujících rostlin nevyskytují.

## Popis
Rybíz červený je listnatý opadavý keř z rodu meruzalka, dorůstající 1 až 2 m výšky. Má pětilaločné listy spirálovitě uspořádané na stopkách, jsou střídavé, zašpičatělé, zubaté, okrouhlé a na okraji pýřité. Kůra rybízu je temně červenohnědá, starší větve mohou být šedohnědé. Květy jsou nenápadné žluto-zelené, velké 4–9 mm, kvete v 7–8 cm dlouhých převislých hroznech. Kvete od dubna do května. Zralé bobule jsou kulovité, lysé, zpravidla 0,6–0,7 cm v průměru, červené nebo světle žluté, mírně nakyslé. Větve nemají trny.
Rybíz červený je původním druhem v severní a západní Evropě, ve střední Evropě se nevyskytoval. V současnosti se místy vyskytuje zplanělý na celém území ČR kromě vyšších nadmořských výšek, obvykle na vlhčích a stinných lokalitách na humózních půdách, často na zbořeništích.
Jméno „Ribes“ pochází z arabského slova „rîbâs“, což je arabské označení rostliny Rheum ribes L. (Syrská rebarbora), která byla arabskými lékaři používána jako léčivo. Arabové ve Španělsku, kde tato rostlina neroste, začali jako náhražku používat podobně chutnající rybíz, ale pro keř i plody používali označní původní rostliny.
Rybíz červený byl původně využíván jako léčivá rostlina. Jako ovoce se začal pěstovat v Evropě od 15. století, v českých zemích pravděpodobně od 16. století. Na přelomu 18. a 19. století se začínají objevovat odrůdy vzniklé křížením Ribes rubrum s jinými druhy rybízů.

## Výskyt
Původně rostl rybíz červený v západní a severní Evropě, na části Sibiře, v centrální a východní Asii a na severu Severní Ameriky. V současnosti se vyskytuje zplaněle téměř v celé Evropě i jinde ve světě v oblastech, kde byl pěstován.
V ČR se rybíz červený vyskytuje ve dvou formách. První, planá forma se vyskytuje ve vlhčích lesích, na stinných stanovištích a na vlhkých půdách, nicméně je vzácná. Druhá, kulturní forma je pěstována především v zahradách a ovocných sadech, příležitostně zplaňuje. Obě formy rostou na úrodných půdách, které jsou bohaté na živiny.
Rybíz červený (a jeho křížence) je pěstován celosvětově v oblastech mírného klimatu, v ČR do nadmořské výšky 800 až 900 m.

## Pěstované kultivary
Skupina kultivarů pěstovaného červeného rybízu je často uváděna rovněž jako Ribes rubrum, jednotlivé odrůdy však mohou být kříženci druhu rybíz červený (Ribes rubrum L.) s jinými druhy: rybíz obecný (Ribes vulgaris Jancz.), rybíz skalní (Ribes petraeum Wulf.) a rybíz mnohokvětý (Ribes multiflorum Kit.). Bílý rybíz není považován za samostatný druh, ale pouze za varietu červeného rybízu. U pěstovaných odrůd bílého rybízu jde opět často o křížence Ribes rubrum s jinými druhy rybízů.